# غورنيي فيشنييفيسي
غورنيي فيشنييفيسي (بالسيريلية Горње Вишњевице) هي قرية في البوسنة والهرسك. وهي تقع في بلدية كونييتش التابعة لكانتون الهرسك-نيريتفا في اتحاد البوسنة والهرسك، تقع القرية على الضفة اليمنى لنهر نيريتفا. طبقا لنتائج تعداد البوسنة عام 2013 فقد كان عدد سكانها 88 نسمة.

## التركيبة السكانية

### التطور التاريخي للسكان
| السنة  | 1961 | 1971 | 1981 | 1991 | 2013 |
| ------ | ---- | ---- | ---- | ---- | ---- |
| السكان | 279  | 319  | 303  | 278  | 88   |

## وصلات خارجية
- Maplandia (بالإنجليزية)